# Liste der UNESCO Global Geoparks in Asien

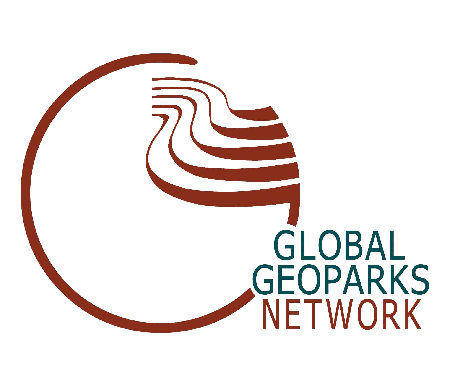
Logo des Global Geopark Network

Auf dieser Seite sind nach Staaten geordnet die Stätten in dem Kontinent Asien aufgelistet, die von der UNESCO im Rahmen des International Geoscience and Geoparks Programme (IGGP) als UNESCO Global Geopark anerkannt wurden und somit Mitglieder des Global Geopark Network sind.
Die Jahreszahl bezeichnet das Jahr der Anerkennung der Stätte als UNESCO Global Geopark. Jahreszahlen vor 2015 bedeuten, dass der Geopark in diesem Jahr als Mitglied des Global Geoparks Network aufgenommen wurde, das 2015 in das IGGP integriert wurde und dessen Mitgliedern dann der Titel UNESCO Global Geopark verliehen wurde.

## Indonesien
| Bild                                 | Bezeichnung                                                 | Jahr | Fläche      | Anmerkungen |
| ------------------------------------ | ----------------------------------------------------------- | ---- | ----------- | --- |
| Batur (Vulkan) (weitere Bilder)      | Batur UNESCO Global Geopark (Lage – Link)                   | 2012 | 370,5 km²   | Der Geopark erstreckt sich um den aktiven Vulkan Batur im Nordosten Balis zwischen 920 und 2152 m Höhe. Er umfasst zwei Calderen, die bei Ausbrüchen vor 29.000 (äußere Caldera) bzw. 20.000 Jahren (innere Caldera) entstanden.                                                        |
| Jomblang-Höhle (weitere Bilder)      | Gunung Sewu UNESCO Global Geopark (Lage)                    | 2015 | 1802 km²    | Der Geopark liegt in der südlichen Bergregion Ost-Javas. Der nördliche Teil wird von einer Depression begrenzt und den aktiven Vulkanen Merapi und Lawu, während der Süden vom Indischen Ozean begrenzt wird. Die Karstlandschaft wird von Kalkstein aus dem Neogen dominiert. (UNESCO) |
| (weitere Bilder)                     | Ciletuh - Palanuhanratu UNESCO Global Geopark (Lage – Link) | 2018 | 1260 km²    | |
| Rinjani-Lombok UNESCO Global Geopark | Rinjani-Lombok UNESCO Global Geopark (Lage – Link)          | 2018 | 2800 km²    | |
| (weitere Bilder)                     | Belitong UNESCO Global Geopark (Lage – Link)                | 2021 | 4800 km²    | |
| Kratersee des Kawah Ijen             | Ijen UNESCO Global Geopark (Lage – Link)                    | 2023 | 4723 km²    | Ijen ist der Name eines Vulkankomplexes der Insel Java |
| (weitere Bilder)                     | Maros Pangkep UNESCO Global Geopark (Lage – Link)           | 2023 | 5077,25 km² | |
| Merangin Jambi UNESCO Global Geopark | Merangin Jambi UNESCO Global Geopark (Lage – Link)          | 2023 | 4832,31 km² | |
| Waiaginseln                          | Raja Ampat UNESCO Global Geopark (Lage – Link)              | 2023 | 36.660 km²  | |
| (weitere Bilder)                     | Toba Caldera UNESCO Global Geopark (Lage – Link)            |      |             | Tobasee |

## Iran
| Bild                                     | Bezeichnung                                      | Jahr | Fläche    | Anmerkungen |
| ---------------------------------------- | ------------------------------------------------ | ---- | --------- | --- |
| Namakdan-Höhle (weitere Bilder)          | Qeshm Island UNESCO Global Geopark (Lage – Link) | 2017 | 2063 km²  | war bereits 2006–2012 Mitglied des Global Network of National Geoparks; der Geopark liegt auf der Insel Qeschm |
| Kloster Sankt Stephanos (weitere Bilder) | Aras UNESCO Global Geopark (Lage – Link)         | 2023 | 1670 km²  | Der Fluss Aras bildet die Nordgrenze                                                                           |
| Foto von der ISS (weitere Bilder)        | Tabas UNESCO Global Geopark (Lage – Link)        | 2023 | 22771 km² | |

## Japan
| Bild                                     | Bezeichnung                                             | Jahr | Fläche     | Anmerkungen |
| ---------------------------------------- | ------------------------------------------------------- | ---- | ---------- | --- |
| Kryptodom Shōwa-Shinzan (weitere Bilder) | Toya - Usu UNESCO Global Geopark (Lage – Link)          | 2009 | 1181 km²   | Geopark auf Japans nördlichster Hauptinsel Hokkaidō, der nach dem Tōya-Caldera-See und dem Vulkan Usu benannt ist. |
| Yakeyama (weitere Bilder)                | Itoigawa UNESCO Global Geopark (Lage – Link)            | 2009 | 750 km²    | Geopark in der Präfektur Niigata, der im Norden an das Japanische Meer grenzt und im Süden bis in die Japanischen Alpen reicht. Hauptinformationszentrum für Besucher ist das Fossa Magna Museum. |
| Jigoku Onsen (weitere Bilder)            | Unzen Volcanic Area UNESCO Global Geopark (Lage – Link) | 2009 | 459,52 km² | Befindet sich auf der Shimabara-Halbinsel im Nordwesten der japanischen Hauptinsel Kyūshū in der Präfektur Nagasaki und umfasst den namensgebenden Vulkankomplex Unzen. Vulkanegipfel des Komplexes sind der Heisei Shinzan (1482,7 m), Fugen-dake (1359,3 m), Kunimi-dake (1347 m) und Myōken-dake (1333 m). |
| Tottori-Dünen (weitere Bilder)           | San’in Kaigan UNESCO Global Geopark (Lage – Link)       | 2010 | 2458 km²   | siehe San’in-Kaigan-Nationalpark, Tottori-Düne, Kasumi-Küste, Takeno-Küste, Tajima-mihonoura |
| Turbidit am Kap Muroto (weitere Bilder)  | Muroto UNESCO Global Geopark (Lage – Link)              | 2011 | 248,2 km²  | umfasst das Kap Muroto |
| Kuniga-Küste (weitere Bilder)            | Oki Islands UNESCO Global Geopark (Lage – Link)         | 2013 | 673,5 km²  | umfasst die Oki-Inseln |
| (weitere Bilder)                         | Aso UNESCO Global Geopark (Lage – Link)                 | 2014 | 1198 km²   | umfasst den Vulkan Aso |
| Apoi                                     | Mt. Apoi UNESCO Global Geopark (Lage – Link)            | 2015 | 364,3 km²  | umfasst Peridotite, die durch Plattenkollision entstanden sind sowie die alpine Flora am Berg Apoi |
| Jōgasaki-Küste (weitere Bilder)          | Izu Peninsula UNESCO Global Geopark (Lage – Link)       | 2018 | 2027 km²   | Geopark auf der Izu-Halbinsel. Der höchste Berg der Halbinsel ist der Banzaburō (1405 m). |
| Haku-san                                 | Hakusan Tedorigawa UNESCO Global Geopark (Lage – Link)  | 2023 | 754,93 km² | |

## Malaysia
| Bild                                  | Bezeichnung                                  | Jahr | Fläche   | Anmerkungen                                       |
| ------------------------------------- | -------------------------------------------- | ---- | -------- | ------------------------------------------------- |
| Kilim Geoforest Park (weitere Bilder) | Langkawi UNESCO Global Geopark (Lage – Link) | 2007 | 478 km²  |                                                   |
| Kinabalu (weitere Bilder)             | Kinabalu UNESCO Global Geopark (Lage – Link) | 2023 | 4750 km² | umfasst den Kinabalu, den höchsten Berg Malaysias |

## Philippinen
| Bild                             | Bezeichnung                                      | Jahr | Fläche   | Anmerkungen |
| -------------------------------- | ------------------------------------------------ | ---- | -------- | ----------- |
| Chocolate Hills (weitere Bilder) | Bohol Island UNESCO Global Geopark (Lage – Link) | 2023 | 8808 km² |             |

## Südkorea
| Bild                                                        | Bezeichnung                                            | Jahr | Fläche      | Anmerkungen                                                     |
| ----------------------------------------------------------- | ------------------------------------------------------ | ---- | ----------- | --------------------------------------------------------------- |
| Yongcheon-Höhle (weitere Bilder)                            | Jeju Island UNESCO Global Geopark (Lage – Link)        | 2010 | 1847 km²    |                                                                 |
| Juwangsan-Nationalpark (weitere Bilder)                     | Cheongsong UNESCO Global Geopark (Lage – Link)         | 2017 | 845,71 km²  |                                                                 |
| Goseokjeong (Granitfelsen am Fluss Hantan) (weitere Bilder) | Hantangang UNESCO Global Geopark (Lage – Link)         |      | 1165,61 km² |                                                                 |
| (weitere Bilder)                                            | Jeonbuk West Coast UNESCO Global Geopark (Lage – Link) | 2023 | 1892,5 km²  | umfasst u. a. die Dolmenstätten von Gochang, Hwasun und Ganghwa |
| (weitere Bilder)                                            | Mudeungsan UNESCO Global Geopark (Lage – Link)         | 2018 | 1051 km²    |                                                                 |

## Thailand
| Bild                                       | Bezeichnung                                | Jahr | Fläche   | Anmerkungen                           |
| ------------------------------------------ | ------------------------------------------ | ---- | -------- | ------------------------------------- |
| Nationalpark Mu Ko Phetra (weitere Bilder) | Satun UNESCO Global Geopark (Lage – Link)  | 2018 | 2597 km² | umfasst den Nationalpark Mu Ko Phetra |
| (weitere Bilder)                           | Khorat UNESCO Global Geopark (Lage – Link) | 2023 | 3167 km² |                                       |

## Türkei
| Bild                                  | Bezeichnung                                      | Jahr | Fläche   | Anmerkungen                                                                              |
| ------------------------------------- | ------------------------------------------------ | ---- | -------- | ---------------------------------------------------------------------------------------- |
| Erdpyramiden im Park (weitere Bilder) | Kula-Salihli UNESCO Global Geopark (Lage – Link) | 2013 | 2320 km² | um den Vulkan Kula; 2020 von Kula Volcanic UNESCO Global Geopark umbenannt und erweitert |

## Vietnam
| Bild                                         | Bezeichnung                                                | Jahr | Fläche   | Anmerkungen           |
| -------------------------------------------- | ---------------------------------------------------------- | ---- | -------- | --------------------- |
| Gia-Long-Wasserfall                          | Dak Nong UNESCO Global Geopark (Lage – Link)               |      | 4760 km² |                       |
| Dong Van Karst Plateau UNESCO Global Geopark | Dong Van Karst Plateau UNESCO Global Geopark (Lage – Link) | 2010 | 2356 km² | Karstplateau Đồng Văn |
| Non Nuoc Cao Bang UNESCO Global Geopark      | Non Nuoc Cao Bang UNESCO Global Geopark (Lage – Link)      | 2018 | 3000 km² |                       |

## Volksrepublik China
| Bild                                       | Bezeichnung                                               | Jahr | Fläche      | Anmerkungen |
| ------------------------------------------ | --------------------------------------------------------- | ---- | ----------- | --- |
| Danxiashan UNESCO Global Geopark           | Danxiashan UNESCO Global Geopark (Lage – Link)            | 2004 | 292 km²     | Sandsteinlandschaft des Danxia Shan, Provinz Guangdong |
| Huangshan (weitere Bilder)                 | Huangshan UNESCO Global Geopark (Lage – Link)             | 2004 | 160,6 km²   | Huang-Shan-Nationalpark, Provinz Anhui |
| Lu Shan (weitere Bilder)                   | Lushan UNESCO Global Geopark (Lage – Link)                | 2004 | 548 km²     | Lu Shan, UNESCO-Welterbe, Provinz Jiangxi |
| Shilin-Steinwald (weitere Bilder)          | Shilin UNESCO Global Geopark (Lage – Link)                | 2004 | 350 km²     | Shilin- oder Lunan-Steinwald, Provinz Yunnan, UNESCO-Welterbe, eines der drei herausragenden Beispiele des südchinesischen Karstes, als solches Bestandteil des United Nations Environment Programme. |
| Song Shan (weitere Bilder)                 | Songshan UNESCO Global Geopark (Lage – Link)              | 2004 | 464 km²     | Song Shan oder der Große Mittlere Gipfel (中嶽/中岳 Zhōng Yuè), einer der vier heiligen Bergen des chinesischen Buddhismus, Provinz Henan                                                             |
| Hornito im Park (weitere Bilder)           | Wudalianchi UNESCO Global Geopark (Lage – Link)           | 2004 | 720 km²     | Fünf vulkanische Seen bei Wudalianchi, Provinz Heilongjiang, UNESCO-Biosphärenreservat |
| Yuntaishan (weitere Bilder)                | Yuntaishan UNESCO Global Geopark (Lage – Link)            | 2004 | 556 km²     | Yuntaishan, Provinz Jiangsu |
| (weitere Bilder)                           | Zhangjiajie UNESCO Global Geopark (Lage – Link)           | 2004 | 398 km²     | Sandsteinpfeiler von Wulingyuan bei Zhangjiajie, Provinz Hunan. UNESCO-Welterbe |
| Hunshandak-Wüste                           | Hexigten UNESCO Global Geopark (Lage – Link)              | 2005 | 1750 km²    | Hexingten-Nationalpark bei Zalantun, Innere Mongolei |
| Taining UNESCO Global Geopark              | Taining UNESCO Global Geopark (Lage – Link)               | 2005 | 492,5 km²   | Jin-Hu-Nationalpark bei Taining, Provinz Fujian |
| (weitere Bilder)                           | Xingwen UNESCO Global Geopark (Lage – Link)               | 2005 | 156 km²     | Karstlandschaft des Xingwen-Geoparks |
| Yardang im Park (weitere Bilder)           | Dunhuang UNESCO Global Geopark (Lage – Link)              | 2005 | 2067 km²    | Yardang-Landschaft in der Wüste Lop Nor in der Provinz Gansu |
| Yandangshan UNESCO Global Geopark          | Yandangshan UNESCO Global Geopark (Lage – Link)           | 2005 | 298,8 km²   | |
| Fangshan UNESCO Global Geopark             | Fangshan UNESCO Global Geopark (Lage – Link)              | 2006 | 954 km²     | Fangshan-Geopark in der Provinz Hebei, nahe Peking, u. a. mit der Fundstätte des Pekingmenschen bei Zhoukoudian                                                                                       |
| Funiushan UNESCO Global Geopark            | Funiushan UNESCO Global Geopark (Lage – Link)             | 2006 | 1522 km²    | Funiu Shan, Provinz Henan |
| Jingpohu UNESCO Global Geopark             | Jingpohu UNESCO Global Geopark (Lage – Link)              | 2006 | 1400 km²    | Jingpo-See, Provinz Heilongjiang |
| Leiqiong UNESCO Global Geopark             | Leiqiong UNESCO Global Geopark (Lage – Link)              | 2006 | 3050 km²    | Leiqiong-Geopark zwischen Haikou, Provinz Hainan und Zhanjiang, unter anderem mit dem Huguang-Maar, einem vulkanischen Maar als Klimaarchiv                                                           |
| Taishan UNESCO Global Geopark              | Taishan UNESCO Global Geopark (Lage – Link)               | 2006 | 158.63 km²  | Tai Shan, Provinz Shandong, der Große Östliche Gipfel (東嶽/东岳 Dōng Yuè), einer der vier heiligen Bergen des chinesischen Buddhismus. UNESCO-Welterbe                                               |
| Berg Wangwu                                | Wangwushan-Daimeishan UNESCO Global Geopark (Lage – Link) | 2006 | 986 km²     | Wangwu Shan, Provinz Henan |
| Longhushan UNESCO Global Geopark           | Longhushan UNESCO Global Geopark (Lage – Link)            | 2008 | 996.63 km²  | Longhu Shan, der Drache-und-Tiger-Berg, ist der Hauptsitz des Himmelsmeister-Daoismus |
| Salzmuseum Zigong                          | Zigong UNESCO Global Geopark (Lage – Link)                | 2008 | 1630.46 km² | Dinosauriermuseum der Salzstadt Zigong, Provinz Sichuan, mit montierten Skeletten von Omeisaurus, Gigantspinosaurus, Yangchuanosaurus, Huayangosaurus und Xiaosaurus.                                 |
| Alxa Desert UNESCO Global Geopark          | Alxa Desert UNESCO Global Geopark (Lage – Link)           | 2009 | 630,37 km²  | Riesendünen in der Badain-Jaran-Wüste (Badanjilin Shamo) (Biluthu, höchste Düne der Welt), Badain-Jaran- und Tengger-Wüste (Tenggeli Shamo) mit den weltweit meisten Wüstenseen                       |
| Qinling Zhongnanshan UNESCO Global Geopark | Qinling Zhongnanshan UNESCO Global Geopark (Lage – Link)  | 2009 | 1074.85 km² | |
| Ningde UNESCO Global Geopark               | Ningde UNESCO Global Geopark (Lage – Link)                | 2010 | 2660.34 km² | Ningde |
| Leye Fengshan UNESCO Global Geopark        | Leye Fengshan UNESCO Global Geopark (Lage – Link)         | 2010 | 930 km²     | Leye |
| Hong Kong UNESCO Global Geopark            | Hong Kong UNESCO Global Geopark (Lage – Link)             | 2011 | 150 km²     | u. a. hexagonale Vulkansteinsäulen |
| Gipfel des Tianzhushan                     | Tianzhushan UNESCO Global Geopark (Lage – Link)           | 2011 | 413.14 km²  | Tianzhushan |
| Sanqingshan UNESCO Global Geopark          | Sanqingshan UNESCO Global Geopark (Lage – Link)           | 2012 | 229.5 km²   | UNESCO-Welterbe (seit 2008) |
| Shennongjia UNESCO Global Geopark          | Shennongjia UNESCO Global Geopark (Lage – Link)           | 2013 | 1022.72 km² | |
| Yanqing UNESCO Global Geopark              | Yanqing UNESCO Global Geopark (Lage – Link)               | 2013 | 620.38 km²  | |
| Mount Kunlun UNESCO Global Geopark         | Mount Kunlun UNESCO Global Geopark (Lage – Link)          | 2014 | 7033 km²    | Kunlun |
| Dali-Cangshan UNESCO Global Geopark        | Dali-Cangshan UNESCO Global Geopark (Lage – Link)         | 2014 | 933 km²     | Dali Cangshan |
| Zhijindong Cave UNESCO Global Geopark      | Zhijindong Cave UNESCO Global Geopark (Lage – Link)       | 2015 | 170 km²     | Karstlandschaft, wie Höhlen, Erdfälle, Schluchten um Zhijindong |
| Dunhuang UNESCO Global Geopark             | Dunhuang UNESCO Global Geopark (Lage – Link)              | 2015 | 2067 km²    | Gesteinsformationen in der Region Dunhuang, die durch Winderosion entstanden sind sowie Höhlenbildungen von kulturhistorischer Bedeutung (Mogao-Grotten)                                              |
| Arxan UNESCO Global Geopark                | Arxan UNESCO Global Geopark (Lage – Link)                 | 2017 | 3653,21 km² | |
| Keketuohai UNESCO Global Geopark           | Keketuohai UNESCO Global Geopark (Lage – Link)            | 2017 | 2337,9 km²  | |
| Wasserfall am Guangwu Shan                 | Guangwushan-Nuoshuihe UNESCO Global Geopark (Lage – Link) | 2018 | 1818 km²    | |
| Huanggang Dabieshan UNESCO Global Geopark  | Huanggang Dabieshan UNESCO Global Geopark (Lage – Link)   | 2018 | 2625,54 km² | |
| Jiuhuashan UNESCO Global Geopark           | Jiuhuashan UNESCO Global Geopark (Lage – Link)            | 2019 | 139,7 km²   | |
|                                            | Xiangxi UNESCO Global Geopark (Link)                      |      |             | |
|                                            | Yimengshan UNESCO Global Geopark (Link)                   | 2019 | 1804,76 km² | |
|                                            | Zhangye UNESCO Global Geopark (Link)                      |      |             | |

## Zypern
| Bild             | Bezeichnung                                 | Jahr | Fläche    | Anmerkungen                                            |
| ---------------- | ------------------------------------------- | ---- | --------- | ------------------------------------------------------ |
| (weitere Bilder) | Troodos UNESCO Global Geopark (Lage – Link) | 2015 | 1.147 km² | Ophiolithe und plutonische Gesteine im Troodos-Gebirge |